# Sinagoga Bet Israel
La Sinagoga Bet Israel (en turco: Bet İsrael Sinagogu) es un edificio religioso judío que fue construido en 1907 y está situado en Esmirna, al oeste de Turquía. La sinagoga es conocida por sus hermosas decoraciones de madera. Las dos piezas de Tevah (Bima) y el Arca de la Torá (EHAL Akodesh Bloc) están hechas de caoba y fueron elaboradas por maestros artesanos. La galería superior de la sinagoga sirve como un museo.